# Mahovîkî, Koriukivka
Mahovîkî (în ucraineană Маховики) este un sat în comuna Buda din raionul Koriukivka, regiunea Cernihiv, Ucraina.

## Demografie
Componența lingvistică a localității Mahovîkî
     Ucraineană (92,16%)
     Rusă (5,88%)
     Belarusă (1,96%)
Conform recensământului din 2001, majoritatea populației localității Mahovîkî era vorbitoare de ucraineană (92,16%), existând în minoritate și vorbitori de rusă (5,88%) și belarusă (1,96%).